# Armoriale delle famiglie italiane (Cab-Cal)
Questo è l'armoriale delle famiglie italiane il cui cognome inizia con le lettere che vanno da Cab a Cal.

## Armi

### Cab
| Stemma | Casato e blasonatura |
| ------ | --- |
|        | Cabassi (Carpi, Modena) troncato: nel 1º d'oro, all'aquila coronata di nero; nel 2º d'azzurro all'albero di verde, sradicato e fruttato al naturale citato in (Spreti, Enciclopedia, Vol. 2, p. 223)                          |
|        | Cabbaluzzi (Viterbo) (D'azzurro al cane rampante d'argento collarinato di rosso, con tre scaglioni dello stesso, coricati e caricati sulla fascia attraversante del campo citato in (Insigna nobilium urbis, p. 114)          |
|        | Cabella (Genova) di rosso, alla fascia d'azzurro caricata di un leone leopardito d'oro, nel verso della pezza citato in (Camaiani, Dizionario araldico, p. 338) e in (DAlena)                                                 |
|        | Cabica (Sicilia) d'argento con un porco spino di nero citato in (DAlena) e in (Galante, Famiglie nobili di Sicilia) |
|        | Cabica o Chabica o Xabica o Yhabica (Palermo) d'argento, al cinghiale passante di nero citato in (Mango) |
|        | Caboga (Dalmazia) d'azzurro, alla banda di rosso, alla bordura d'oro d'oro citato in (de' Vidovich, Albo d'Oro) (FR) D'azur, à la bande de gueules, l'ecu bordé d'or. Casque couronné. citato in (Rietstap, Armorial général) |
|        | Caboga (Dalmazia) d'azzurro, alla banda di rosso, bordata d'oro citato in (de' Vidovich, Albo d'Oro) (FR) D'azur, à la bande de gueules, bordée d'or. Casque couronné. citato in (Rietstap, Armorial général)                 |
|        | Caboga (Ragusa/Dubrovnik) d'azzurro, alla banda di rosso citato in (de' Vidovich, Albo d'Oro) (FR) D'azur, à la bande de gueules. Casque couronné. citato in (Rietstap, Armorial général)                                     |
|        | Cabrera (Sicilia) Titolo: visconte di Cabrera; conte di Ossuna, Modica d'oro con una capra di nero sagliente e la bordura merlata dello stesso. Corona di conte citato in (Galante, Famiglie nobili di Sicilia)               |

### Cac
| Stemma | Casato e blasonatura |
| ------ | --- |
|        | Cacace (Napoletano) Titolo: nobile d'azzurro alla fascia accompagnata in capo da due lance poste in croce di Sant'Andrea, e nella punta da tre bande; il tutto d'oro citato in (Casale et al., Stemmario vesuviano) |
|        | Caccabo o Caccamo (Sicilia) Titolo: barone di S. Pietro d'azzurro con due leoni d'oro, affrontati che trattengono una caldaia dello stesso. Corona di barone citato in (Galante, Famiglie nobili di Sicilia) |
|        | Caccamisi (Sicilia) d'azzurro, all'albero d'oro, sinistrato da un leone, rampante, dello stesso, sormontato da tre stelle a cinque raggi d'argento, ordinate in fascia citato in (Mango) alias d'azzurro con un albero al naturale abbrancato da due leoni d'oro, sormontati da tre stelle d'argento citato in (Galante, Famiglie nobili di Sicilia) |
|        | Caccamo (Sicilia) d'azzurro, alla caldaia d'oro, sostenuta da due leoni d'oro e di rosso, controrampanti e affrontati citato in (Mango) |
|        | Caccaro (Sicilia) d'azzurro con un leone d'oro citato in (Galante, Famiglie nobili di Sicilia) |
|        | Caccavari (Catanzaro) Di rosso al leone d'argento citato in (DAlena) e in (Caputo, Blasonario delle piazze) |
|        | Caccavo (Molfetta) d'azzurro, alla testa d'elefante nascente da una fascia di rosso e caricata di 3 stelle d'oro, accompagnata in punta da una caldaia d'oro, manicata dello stesso, afferrata da due leoni controrampanti e affrontati pure d'oro e sostenuti da un monte di 3 cime di verde, caricato di 7 api al naturale citato in (Uva, Blasonario, lett. C, p.1) |
|        | Cacchiardi o Cachiardi o Cacciardi (Breglio) Titolo: baroni di Montfleury Troncato, al 1° d'azzurro, a tre stelle d'oro, male ordinate, al 2° bandato d'oro e d'azzurro citato in (Bona, Blasonario) alias D'oro, a tre bande d'azzurro, con il capo del secondo, carico di tre stelle del primo, male ordinate Motto: Assiduo labore citato in (Bona, Blasonario) 3 bande di azzurro su oro - 3 stelle (6 raggi) di oro su azzurro in capo poste 1,2 citato in (Leone marinato, sez. famiglie A-Z, lett. C, p. 1) |
|        | Cacchiotti o Caciotti (Ivrea) Titolo: signori di Montestrutto, Quincinetto, Settimo Vittone; consignori di Nomaglio D'oro, alla banda d'azzurro, carica delle sigle E.T.S.I. d'argento citato in (Bona, Blasonario) |
|        | Caccia fasciato di nero e d'argento citato in (Spreti, Enciclopedia, Vol. 2, p. 29) |
|        | Caccia (ramo di Varallo Pombia) (Milano) Titoli: Conte, Nobile (patriziato novarese) fasciato di rosso e d'argento Cimiero: l'angelo Motto: Humilitas omnia vincit citato in (Spreti, Enciclopedia, Vol. 2, p. 224) e in (Bona, Blasonario) |
|        | Caccia (ramo di Romentino) (Novara) Titoli: marchesi di Briga; conti di Camiano, Landiona, Romentino, Sizzano; signori di Alzate, Borgolavezzaro, Caltignaga, Casaleggio, Castellazzo, Cavagliano, Fisrengo; consignori di Orfengo, Pombia, Sillavengo fasciato di rosso e d'argento Cimiero: l'angelo Motto: Humilitas omnia vincit citato in (Spreti, Enciclopedia, Vol. 2, p. 224) e in (Bona, Blasonario) |
|        | Caccia (Torino) Titolo: consignori di Villarbasse Fasciato di rosso e d'argento alias Fasciato d'argento e di rosso citato in (Bona, Blasonario) |
|        | Caccia (Roma, Torre Boldone, Firenze) 3 fasce di rosso su argento citato in (Leone marinato, sez. famiglie A-Z, lett. C, p. 1) e in (Rust, Libro d'oro) |
|        | Caccia (Torre Boldone, Firenze) mestolo di nero in palo su fasciato di argento e di rosso citato in (Leone marinato, sez. famiglie A-Z, lett. C, p. 1) |
|        | Caccia (Torre Boldone, Firenze) fasciato di argento e di rosso citato in (Leone marinato, sez. famiglie A-Z, lett. C, p. 1) |
|        | Caccia de Capitani Bava (Parigi) fasciato di rosso e di argento citato in (Leone marinato, sez. famiglie A-Z, lett. C, p. 1) |
|        | Caccia Dominioni (Milano) Titolo: conti; baroni; signori di Sillavengo; nobili fasciato di rosso e d'argento Cimiero: la sirena di due code che tiene in alto un breve scritto col Motto: Nihil difficile volenti citato in (Spreti, Enciclopedia, Vol. 2, p. 224) e in (Bona, Blasonario) |
|        | Caccia Marmusino (Ceresole) Fasciato d'argento e di rosso citato in (Bona, Blasonario) |
|        | Caccia Scala (Cagli) (la blasonatura non è stata ancora caricata) citato in (DAlena) |
|        | Cacciaconti (Siena) Troncato d'argento e d'azzurro citato in (ASFi, Raccolta Ceramelli Papiani) |
|        | Cacciafuori (Firenze) Di rosso, a tre massacri di cervo d'oro, 2.1 alias Di rosso, a tre massacri di cervo d'argento, 2.1 citato in (ASFi, Raccolta Ceramelli Papiani) |
|        | Cacciaguerra (Bologna) d'azzurro alla torre d'oro mattonata, aperta e finestrata di nero; col capo d'oro indentato citato in (Spreti, Enciclopedia, Vol. 2, p. 226) |
|        | Cacciaguerra (Sicilia) d'oro, al braccio armato al naturale, impugnante un ramo d'olivo di verde citato in (Mango) d'oro con un braccio armato, impugnante un ramo d'ulivo verde citato in (Galante, Famiglie nobili di Sicilia) |
|        | Cacciaguerra (Cesena) (la blasonatura non è stata ancora caricata) citato in (Sassi, Blasone cesenate, c. 27, nr. 57) |
|        | Cacciaguerra (Cesena) (la blasonatura non è stata ancora caricata) citato in (Sassi, Blasone cesenate, c. 33, nr. 90) |
|        | Cacciaguerra Ranghieri (Reggello (Firenze)) d'azzurro alla torre d'oro mattonata, aperta e finestrata di nero; col capo d'oro indentato citato in (Spreti, Enciclopedia, Vol. 2, p. 226) |
|        | Cacciaguerri (Siena) Troncato cuneato: nel 1º d'oro pieno; nel 2º d'azzurro, alla palla d'oro alias Troncato cuneato: nel 1º d'oro pieno; nel 2º d'azzurro, al bisante d'oro citato in (ASFi, Raccolta Ceramelli Papiani) e in (DAlena) |
|        | Caccialosti (Pistoia) Troncato d'oro e d'azzurro, all'albero sradicato attraversante al naturale citato in (ASFi, Raccolta Ceramelli Papiani) |
|        | Caccialupi di rosso alla fascia doppiomerlata di tre pezzi d'argento accompagnata in capo da una stella di 8 raggi d'oro Cimiero: testa di lupo, infilata in una lancia; essa testa ha la mascella inferiore tenuta da un braccio e mano ricoperti di corazza di argento. La bocca del lupo regge anche un nastro con il Motto: Meditare finem citato in (Spreti, Enciclopedia, Vol. 2, p. 226 e 229) |
|        | Caccialupi Olivieri (Sanseverino Marche, Rieti, Cingoli) inquartato: nel 1º di azzurro alla banda doppiomerlata d'oro accompagnata da due stelle di 8 raggi d'oro, una in capo, l'altra in punta (Aloisi); nel 2º di argento alla fascia doppiomerlata di rosso di tre pezzi e caricata di tre stelle di 8 raggi d'oro (Vicoli); nel 3º di rosso alla fascia doppiomerlata di tre pezzi d'argento accompagnata in capo da una stella di 8 raggi d'oro (Caccialupi); nel 4º di azzurro al drago alato d'oro seduto e con la zampa destra alzata accompagnato in capo da un giglio d'oro contornato da tre stelle di 8 raggi male ordinate dello stesso (Olivieri) Cimiero: testa di lupo, infilata in una lancia; essa testa ha la mascella inferiore tenuta da un braccio e mano ricoperti di corazza di argento. La bocca del lupo regge anche un nastro con il Motto: Meditare finem citato in (Spreti, Enciclopedia, Vol. 2, p. 226) |
|        | Caccialupi Olivieri Parteguelfa (San Severino Marche) partito: nel 1º troncato a) di rosso alla fascia doppiomerlata di argento di tre pezzi, accompagnata in capo da una stella di 8 raggi d'oro (Caccialupi); b) di azzurro al drago alato d'oro seduto e con la zampa destra alzata, accompagnato in capo da un giglio d'oro accostato da tre stelle 8 raggi dello stesso, male ordinate (Olivieri); nel 2º di azzurro alla scala d'oro di 10 piuoli, posta in banda (Parteguelfa) Cimieri: testa di lupo infilata in una lancia, la mascella inferiore tenuta da un braccio e mano ricoperti di corazza di argento, tenente anche un nastro d'argento con il motto: Meditare finem (dei Caccialupi), grifo nascente (Parteguelfa) citato in (Spreti, Enciclopedia, Vol. 2, p. 229) |
|        | Caccianemici (Cesena) (la blasonatura non è stata ancora caricata) citato in (Sassi, Blasone cesenate, c. 191, nr. 1045) |
|        | Caccianemici dall'Orso (Bologna) d'argento, all'orso levato di nero citato in (Dolfi, Cronologia, p. 558) |
|        | Caccianini (Frisa) di rosso inquartato da due filetti di argento: nel 1º all'aquila bicipite coronata di oro con un sole radioso del medesimo posto nel canton sinistro del capo; nel 2º al leone illeopardito passante sulla partizione; nel 3º alla quarta in banda e nel 4º alla quarta in fascia, il tutto di oro citato in (Spreti, Enciclopedia, Vol. 2, p. 230) e in (DAlena) |
|        | Caccianini (Frisa) filetto in croce di argento su rosso - aquila bicipite coronata di oro su rosso - sole di oro uscente dal canton sinistro in alto - leone passante di oro su rosso - quarta in banda di oro su rosso - quarta in fascia di oro su rosso citato in (Leone marinato, sez. famiglie A-Z, lett. C, p. 1) |
|        | Cacciapiatti Scudo fasciato di rosso e d'argento. Per cimiero usa un cane levriere alzando una spada, sulla cui punta sta infilzata una lingua di rosso, col motto Sic lingua fallaci. |
|        | Cacciardi (Nizza) Titolo: baroni di Berra; signori di Roquefort (Provenza) Bandato d'oro e di rosso, con il capo del secondo, carico di tre stelle del primo, ordinate in fascia alias Bandato d'oro e di rosso, con il capo del secondo, carico di tre stelle del primo, male ordinate citato in (Bona, Blasonario) |
|        | Cacciguerra o Cacciaguerri (Siena) d'azzurro, al bisante d'oro ed il capo dentato del medesimo citato in (Camaiani, Dizionario araldico, p. 227) e in (La Rosa, I casati del Sud) |
|        | Caccini (Firenze) Troncato: nel 1º di rosso, alla testa di leone d'oro; nel 2º d'azzurro, a tre pali d'argento; con la fascia d'oro passata sulla troncatura citato in (ASFi, Raccolta Ceramelli Papiani) |
|        | Caccini (Toscana) (DE) In Silber 1 roter Löwe citato in (KHI, Stemmi delle famiglie fiorentine) |
|        | Caccini di Santa Maria Novella (Firenze) Di..., all'albero sradicato di..., sostenuto da due leoni di... citato in (ASFi, Raccolta Ceramelli Papiani) |
|        | Caccini Ricoveri (Firenze) D'argento, al leone di rosso citato in (ASFi, Raccolta Ceramelli Papiani) alias D'ermellino, al leone di rosso citato in (ASFi, Raccolta Ceramelli Papiani) alias D'ermellino, al leone di rosso, accompagnato nel cantone destro del capo da una palla d'azzurro caricata di tre gigli d'oro citato in (ASFi, Raccolta Ceramelli Papiani) (DE) In silber-schwarzem Hermelin 1 roter Löwe, oben rechts begleitet von 1 blauen Scheibe, belegt mit 3 goldenen Lilien, 1:2 gestellt citato in (KHI, Stemmi delle famiglie fiorentine) alias D'ermellino, al leone di rosso, accompagnato nel cantone destro del capo dallo scudetto rotondo di Francia citato in (ASFi, Raccolta Ceramelli Papiani) |
|        | Cacciola (Messina) Titolo: nobili d'azzurro all'aquila d'argento citato in (La Rosa, I casati del Sud) |
|        | Cacharanis (la blasonatura non è stata ancora caricata) citato in (DAlena) |
|        | Cacherano (Torino, Asti) Titolo: marchesi di Denice, Lanzo, Loazzolo, Montaldo; conti di Bricherasio, Castelletto Uzzone, Coassolo, Envie, Mombello, Villafranca; signori di Balangero, Bubbio, Moasca, Montechiaro, Montesoro, Pralormo, Roletto, S. Secondo, Serralunga; consignori di Cavallerleone, Corneliano, Revigliasco, Villanova fasciato, innestato d'argento e di nero. Lo scudo è accollato all'aquila bicipite imperiale Cimiero: la regina Motto: Sureté citato in (Spreti, Enciclopedia, Vol. 2, p. 230) e in (Bona, Blasonario) |
|        | Cacherano (Cavallerleone) Titolo: consignori di Cavallerleone Fasciato (contro) innestato d'argento e di nero Motto: Ne derelinquas nos Deus citato in (Bona, Blasonario) |
|        | Cacherano o Cacherano Malabaila (Torino) Titoli: Conte di Rocca d'Arazzo, Conte di Cantarana, Signore di Quassolo, Signore di Osasco, Signore di Bricherasio. Nome d'uso Cacherano d'Osasco inquartato: al 1º e 4º d'oro all'aquila coronata di nero; al 2º e 3º di rosso a tre monticelli d'argento, sostenuti da un breve dello stesso, svolazzante in fascia, carico del motto mit zeit in minuscolo gotico; ciascun monticello carico di una pianta di semprevivo al naturale e sul tutto di Cacherano Inquartato, al 1º e 4º, d'oro all'aquila coronata di nero; al 2º e 3º, di rosso a tre monticelli d'argento, ristretti, sostenuti da un breve dello stesso, svolazzante in fascia, carico del motto "Mit Zeit", in minuscolo gotico, ciascun monticello carico di una pianta di semprevivo, al naturale; e sul tutto, fasciato (contro) innestato, d'argento e di nero citato in (Bona, Blasonario) Sostegni: due grifoni, troncati d'oro e di nero, affrontati, tenenti l'artiglio interno sullo scudo e coll'esterno uno scettro coronato d'oro citato in (Spreti, Enciclopedia, Vol. 2, p. 231) |
|        | Cacherano di Osasco Challant d'argento, al capo di rosso, alla banda ristretta di nero attraversante; sul tutto di Cacherano citato in (Bona, Blasonario) |
|        | Caciaiuli (Toscana) (DE) 1 Schrägbalken, belegt mit 3 schräglinks nach oben gewendeten Halbmonden und zusätzlich oben mit 1 achtstrahligen Stern, beidseitig begleitet von je 1 achtstrahligen Stern citato in (KHI, Stemmi delle famiglie fiorentine) |
|        | Cacini (Pescia) Di..., al monte di sei cime di... citato in (ASFi, Raccolta Ceramelli Papiani) |
|        | Caciuoli (Firenze) Di..., alla banda di... accompagnata da due stelle a otto punte di..., 1.1, e caricata a destra di una stella a otto punte di..., e a sinistra di tre crescenti di..., volti nel senso della pezza citato in (ASFi, Raccolta Ceramelli Papiani) |
|        | Cacopardi (Sicilia) d'oro, al pino sradicato di verde, sormontato nel capo da una corona all'antica d'oro, e attraversato nel tronco da un cavallo inalberato di nero citato in (Mango) |
|        | Cacosta (Sardegna) (fasciato increspato di argento e di rosso; alla bordura d'oro caricata di 15 torte di nero) citato in (Boassa, Araldica) |

### Cad
| Stemma | Casato e blasonatura |
| ------ | --- |
|        | Cadazi o Codazzi (Padova) 3 gigli di oro su fascia di azzurro su - torre a 3 merli alla guelfa di argento aperta di nero su rosso - 2 alabarde una posta in banda e una in sbarra al naturale uscenti dalle 2 finestre citato in (Leone marinato) |
|        | Cadelo o Addiscadelo (Palermo, Trapani) Titolo: barone dell'Isola e della Salina di San Giuliano; nobile del S. R. I. d'azzurro, al leone d'argento, guardante una cometa d'oro, ondeggiante in banda, posta nel cantone destro citato in (Spreti, Enciclopedia, Vol. 2, p. 231), in (La Rosa, I casati del Sud), in (Mango) e in (Galante, Famiglie nobili di Sicilia) d'azzurro con un leone d'argento, che guarda una cometa d'oro posta nel lato destro dello scudo. Corona di barone citato in (Galante, Famiglie nobili di Sicilia) |
|        | Cadolini (Cesena) (la blasonatura non è stata ancora caricata) citato in (Sassi, Blasone cesenate, c. 24, nr. 37) |
|        | Cadolino e Cadolini (Bologna, Cremona) Titolo: patrizi di Foligno inquartato: di argento e d'azzurro al pino terrazzato al naturale movente dalla punta e attraversante sull'inquartatura, col capo d'oro all'aquila di nero, coronata del campo citato in (Spreti, Enciclopedia, Vol. 2, p. 232) inquartato di argento e d'azzurro al pino terrazzato al naturale, uscente dalla punta e attraversante sull'inquartatura. Il tutto sotto un capo d'oro all'aquila di nero, coronata del campo citato in (Blasonario cremonese, lett. C)  |
|        | Cadorna (Firenze, Milano, Roma) Titoli: Conte, Nobile di Firenze, Nobile romano, Nobile d'oro al castello di rosso, merlato alla ghibellina, aperto e finestrato di nero, sormontato da un'aquila coronata, di nero citato in (Spreti, Enciclopedia, Vol. 2, p. 232) D'oro, al castello di rosso, merlato alla ghibellina, turrito di due, aperto e finestrato di nero, sormontato di un'aquila coronata, di nero citato in (Bona, Blasonario)                                                                                            |
|        | Cadorna (Firenze) D'oro, al castello turrito di due pezzi di rosso, sostenente un'aquila dal volo spiegato di nero, coronata del campo citato in (ASFi, Raccolta Ceramelli Papiani) |

### Cae
| Stemma | Casato e blasonatura |
| ------ | --- |
|        | Caetani d'oro alla gemella, ondata, di azzurro e posta in banda citato in (Spreti, Enciclopedia, Vol. 3, p. 257) |
|        | Caetani o Gaetani e Gaetani dell'Aquila d'Aragona o Caetano o Gaetano (Roma, Anagni, Napoli, Palermo, Messina) Titolo: Principe di Piedimonte, duca di Laurenzana, duca, nobile romano, F. P. R. (famiglia principesca romana), duca di Sermoneta, conte di Fondi, marchese di Cisterna, signore di Bassiano, di Ninfa, di San Donato, nobile di Velletri, principe di Teano, duca di San Marco, patrizio napoletano, trattamento di Don e Donna, grandi di Spagna, nobile dei duchi, barone di Cassare, marchese di Sortino, principe di Cassarto d'oro alla gemella, ondata, di azzurro e posta in banda (arma antica) alias inquartato: nel 1º e 4º d'azzurro all'aquila d'argento col volo abbassato coronata d'oro; nel 2º e 3º d'oro alla gemella ondata in banda d'azzurro citato in (Spreti, Enciclopedia, Vol. 2, p. 232) e in (La Rosa, I casati del Sud) alias inquartato: nel primo e nel quarto d'oro alla gemella ondata d'azzurro posta in banda, nel secondo e terzo d'azzurro all'aquila d'argento coronata d'oro, sul tutto d'oro alla banda formata da tre rombi di verde accompagnata da due cinquefoglie di rosso (?) citato in (La Rosa, I casati del Sud) alias inquartato; nel 1° e 4° d'oro con due bande ondate d'azzurro; nel 2° e 3° d'azzurro con un'aquila spiegata e coronata d'argento. Corona di principe citato in (Galante, Famiglie nobili di Sicilia) |
|        | Caetani o Domus Gaetanae (Roma) (la blasonatura non è stata ancora caricata) citao in (Insigna, p. 27) |
|        | Caetani (Roma) gemella ondata in banda di azzurro su oro - aquila di argento ali abbassate coronata di oro su azzurro citato in (Leone marinato) |
|        | Caetani della Torre (Roma) gemella ondata in banda di azzurro su oro - aquila di argento ali abbassate coronata di oro su azzurro citato in (Leone marinato) |
|        | Caetani Laval della Fargna (Roma) gemella ondata in banda di azzurro su oro - aquila di argento ali abbassate coronata di oro su azzurro - 5 conchiglie di argento su croce di rosso su oro - 16 aquilotti di nero su oro - 2 braccia armate uscenti dai lati afferranti con la mano di carnagione albero al naturale su terrazzo di verde cimato da - una fenice di nero mirante sole di oro uscente dal canton sinistro in alto su azzurro citato in (Leone marinato) |

### Caf
| Stemma | Casato e blasonatura |
| ------ | --- |
|        | Cafaggini (Firenze) Di..., alla croce trifogliata di... citato in (ASFi, Raccolta Ceramelli Papiani) |
|        | Cafaro (Napoli) Titolo: nobili interzato in palo:nel 1º di azzurro al leone di oro; nel 2º semigrembiato di oro e di rosso di quattro pezzi (troncato: il 1º tagliato d'oro e di rosso; il 2º trinciato d'oro e di rosso); nel 3º di oro al leone di azzurro armato e linguato di rosso citato in (Spreti, Enciclopedia, Vol. 2, p. 233) e in (La Rosa, I casati del Sud) leone rampante di oro su azzurro - semigrembiato di oro e di rosso - leone rampante di azzurro coda rivolta su oro citato in (Leone marinato) |
|        | Cafaro (Sicilia) partito, nel 1° d'azzurro, al leone d'oro; nel 2° semigrembiato d'oro e di rosso citato in (Mango) |
|        | Caffarato (Cavour) D'azzurro, al gatto passante d'argento, tenente tra i denti un ratto d'oro Motto: Infida societas citato in (Bona, Blasonario) |
|        | Caffarelli (Roma) partito: nel 1º d'azzurro al leone d'oro; nel 2º troncato: nel 1º tagliato d'oro e di rosso; nel 2º trinciato d'oro e di rosso; col capo dello scudo d'oro attraversante sulla partizione e caricato di un'aquila di nero coronata d'oro citato in (Spreti, Enciclopedia, Vol. 2, p. 233) |
|        | Caffarelli (Roma) partito: nel 1º d'azzurro al leone coronato d'oro; nel 2º troncato: nel 1º tagliato d'oro e di rosso; nel 2º trinciato d'oro e di rosso; col capo dello scudo d'azzurro attraversante sulla partizione e caricato di un'aquila bicipite di nero coronata d'oro sulle due teste e accompagnata da due stelle di sei raggio d'oro poste nei cantoni destro e sinistro inferiori del capo citato in (Rust, Libro d'oro) |
|        | Caffarelli (Vizzini, Palermo) Titolo: barone di Gusman, nobili dei baroni troncato: nel 1º d'oro, all'aquila spiegata di nero; nel 2º di partito: a) di rosso, al leone d'oro; b) spaccato d'oro e di rosso citato in (Spreti, Enciclopedia, Vol. 2, p. 234), in (La Rosa, I casati del Sud) e in (Mango) diviso nel 1° d'oro con un'aquila spiegata di nero; nel 2° un leone d'oro in campo rosso, partito d'oro, diviso di rosso citato in (Galante, Famiglie nobili di Sicilia) |
|        | Caffarelli o Caffarello(da Ivrea, originari di Nizza Monferrato) Titolo: consignori di Agliano, Castelnuovo Calcea, Settimo Vittone D'azzurro, al leone d'oro, tenente con le zampe anteriori un'alabarda al naturale (alias rossa) in palo, con il capo d'oro, carico di un'aquila coronata, di nero Motto: Nec sole nec fulmine citato in (Bona, Blasonario); note storiche, varianti e collegamenti araldici con omonimi romani e francesi in (Mola di Nomaglio, Feudalità e blasoneria, pp. 31, 74 e 165); in (Manno, Il patriziato subalpino); in (Guasco, Dizionario feudale, inedito, Vol. 1, pp. 88-90) e in (Galante, Famiglie nobili di Sicilia, p. 2219) |
|        | Caffarelli (Firenze) D'azzurro, alla fascia di rosso, cucita, carica di tre rose d'argento citato in (Bona, Blasonario) |
|        | Caffarelli (Sicilia) Titolo: barone di Guzman; nobile dei baroni di Guzman spaccato semipartito: nel 1° d'oro, all'aquila spiegata di nero: nel 2°: a) di rosso, al leone d'oro; b) spaccato d'oro e di rosso citato in (Galante, Famiglie nobili di Sicilia) |
|        | Caffarelli (Toscana) (DE) In Silber 1 blauer Balken citato in (KHI, Stemmi delle famiglie fiorentine) |
|        | Caffarelli (Cesena) (la blasonatura non è stata ancora caricata) citato in (Blasone cesenate, c. 190, nr. 1039) |
|        | Caffarini (Montefalco) (la blasonatura non è stata ancora caricata) citato in (Sorino e Bellis, Araldica a Rutignano) |
|        | Caffaro (Tortona, Genova) Partito, al 1° d'azzurro, al leone d'oro, al 2° inquartato in decusse, d'oro e di rosso citato in (Bona, Blasonario) |
|        | Caffaro (Sicilia) partito, nel 1° d'azzurro con un leone d'oro; nel 2° grembiato d'oro e di rosso di quattro pezzi citato in (Galante, Famiglie nobili di Sicilia) |
|        | Cafferecci (Volterra, Firenze) D'argento, al leone d'oro tenente un ramo di rosaio di verde, fiorito di tre pezzi di rosso citato in (ASFi, Raccolta Ceramelli Papiani) leone rampante di oro 3 rose di rosso stelate di verde tra le anteriori su argento citato in (Leone marinato) |
|        | Cafferelli (Firenze) D'argento, alla fascia di verde alias D'argento, alla fascia di verde caricata di un giglio di... citato in (ASFi, Raccolta Ceramelli Papiani) |
|        | Caffino o Caffini o Cafino (Mantova) Titolo: conti di Tricerro D'argento, a due leoni rampanti affrontati, che sostengono un vaso, sormontati in capo da tre stelle (6), ordinate in fascia, il tutto d'oro, cucito, e sostenuti da uno scaglione abbassato, scaccato d'argento e di rosso, sulla punta di verde, carica di una stella (6), d'oro citato in (Bona, Blasonario) |
|        | Caffo (Padova, Verona) Titolo: Nobile troncato con la fascia d'oro sulla partizione, il 1º di rosso alla stella (6) accostata da due K il tutto di argento; il 2º di azzurro al K, accostato da due stelle (6) il tutto di oro citato in (Spreti, Enciclopedia – Vol. II pag. 234) |
|        | Cafici (Favara, Vizzini) Titolo: barone di Calaforno, signore di Tummarello, e signore di 40 salme del feudo di Passaneto / barone di Gesira, signore di Pilaita, nobile dei baroni d'argento, alla biscia di nero, ondeggiante in fascia, rivoltata, accompagnata in capo da tre stelle (8) di nero, ordinate in fascia, e in punta da tre fiamme di rosso, ordinate in fascia citato in (Spreti, Enciclopedia, Vol. 2, p. 235), in (La Rosa, I casati del Sud), in (Mango) e in (Galante, Famiglie nobili di Sicilia) |

### Cag
| Stemma                 | Casato e blasonatura |
| ---------------------- | --- |
|                        | Cagatosicis (la blasonatura non è stata ancora caricata) citato in (DAlena) |
|                        | Caggiano (Barletta, Rutigliano) d'azzurro, al leone addestrato da un sole, il tutto d'oro citato in (Sorino e Bellis, Araldica a Rutignano) |
|                        | Caggio o Kaggio (Sicilia) d'argento, alla croce scorciata di rosso, accompagnata in punta da una stella dello stesso citato in (Mango) e in (Galante, Famiglie nobili di Sicilia) |
|                        | Caggioli (Mura di Savallo) un albero con un leone rampante al fusto citato in (Piovanelli, Stemmi e notizie) |
|                        | Cagiano de Azevedo (Roma) troncato: nel 1º d'azzurro a 2 levrieri d'argento collarinati di rosso contropassanti; nel 2º di argento al crescente d'azzurro accompagnato in capo da un lambello a 3 pendenti di rosso citato in (Spreti, Enciclopedia – Vol. II pag. 235) |
|                        | Cagiano de Azevedo (Roma) 2 filetti in fascia di oro accompagnati da - cane levriero testa rivolta al naturale su azzurro - cane levriero rivolto al naturale su azzurro - lambello (3gocce) - luna montante di rosso su argento citato in (Leone marinato) |
|                        | Cagiolli (Firenze) Di..., al volo levato di... citato in (ASFi, Raccolta Ceramelli Papiani) |
|                        | Cagli (Verona) Gallo citato in (DAlena) |
|                        | Cagliani (Arezzo) D'azzurro, al cane d'argento passante su un ponte di tre archi dello stesso fondato sulla riviera al naturale; il tutto accompagnato in capo da una stella a sei punte d'oro citato in (ASFi, Raccolta Ceramelli Papiani) alias cane bracco passante su ponte (3luci) al naturale su terrazzo di verde su azzurro - stella (6 raggi) di oro in alto su azzurro citato in (Leone marinato) |
|                        | Cagliani (Torino) D'argento, al ramo d'olivo, di verde, con il capo d'azzurro, carico di tre stelle d'oro citato in (Bona, Blasonario) |
|                        | Caglieri (Firenze) D'azzurro, a due rami decussati di verde nodriti sulle due cime laterali di un monte di tre cime d'oro e sostenenti un uccello sorante rivolto al naturale citato in (ASFi, Raccolta Ceramelli Papiani) |
|                        | Caglieri o Cagliari (Toscana) (DE) In Blau 1 linksgewendeter, auffliegender naturfarbener Vogel, auf 1 grün belaubten Ranke sitzend, die aus 1 goldenen Dreiberg hervorwächst citato in (KHI, Stemmi delle famiglie fiorentine) |
|                        | Cagliostro (Napoletano) (la blasonatura non è stata ancora caricata) citato in (Cavallo, Nobili napoletani) |
|                        | Cagnaroni (Tolentino) di azzurro al monte di tre cime di verde, alla italiana, sostenente sulla vetta un cane al naturale ritto e rivoltato, accompagnato in capo da tre stelle di 6 raggi d'oro male ordinate citato in (Spreti, Enciclopedia – Vol. II pag. 236) |
|                        | Cagnetta (Molise) (la blasonatura non è stata ancora caricata) citato in (DAlena) |
|                        | Cagnis (Torino) Titolo: signori di Castellamonte, Lessolo D'azzurro a tre monti d'oro, ciascuno caricato da un trifoglio di verde rovesciato, e sormontato da un pappagallo di verde con la testa rivoltata Motto: Est mihi pro Domino dextra parata meo citato in (Bona, Blasonario) |
|                        | Cagnis di Castellamonte (Torino) Titoli: Conte, Signore di Lessolo, dei conti di Castellamonte d'azzurro, a tre monti d'oro, ciascuno caricato di un trifoglio di verde rovesciato, sostenente un pappagallo di verde, colle teste rivoltate Cimiero: il guerriero colla spada sguainata Motto: Est mihi pro domino dextra parata meo. Lo scudo è accostato da due colonne d'argento, toscane, accollate con un breve svolazzante e scritto col motto: Qui la dure citato in (Spreti, Enciclopedia – Vol. II pag. 236) |
|                        | Cagnola (Milano) d'azzurro a cinque bande d'argento: al levriere di color bruno al naturale, rampante ed attraversante sul tutto Cimiero: il levriere uscente Motto: Labor et fidelitas citato in (Spreti, Enciclopedia – Vol. II pag. 236) |
|                        | Cagnola (Milano) Titolo: signori di Granozzo Di rosso, al castello sostenuto da due levrieri collarinati d'azzurro, il tutto d'argento alias Di rosso, al castello d'oro di due torri, merlato alla guelfa e finestrato del campo, sostenuto da due levrieri d'argento citato in (Bona, Blasonario) |
|                        | Cagnoli (Cascia, Firenze) Partito: nel 1º d'oro, al porco rampante di nero, cinghiato d'argento; nel 2º di rosso, al cane rampante d'oro, collarinato dello stesso citato in (ASFi, Raccolta Ceramelli Papiani) |
| (stemma da correggere) | Cagnoli e Cagnoli Centorio (Vercelli) Titolo: marchesi di La Chambre; visconti di Maurienne; signori di La Chapelle; consignori di Desana Scaccato d'argento e di rosso, con il capo d'oro, carico di un'aquila di nero, coronata e rostrata di rosso Motto: Major prudentia fato citato in (Bona, Blasonario) |
|                        | Cagnoli (Nizzardo) Titolo: conti di Massoins, Sant'Agnese Scaccato d'argento e di rosso, con il capo d'oro, carico di un'aquila di nero citato in (Bona, Blasonario) scaccato di argento e di rosso - capo d'Impero citato in (Leone marinato) Motto: Major prudentia fato |
|                        | Cagnoli o Cagnola (Alba) Titolo: signori di Grinzane Scaccato d'argento e di rosso, con il capo d'oro, carico di un'aquila di nero citato in (Bona, Blasonario) |
|                        | Cagnoli (Valenza Po) D'argento, al pino di verde citato in (Bona, Blasonario) |
|                        | Cagnoli (Molfetta) di rosso, al mastio d'argento, sostenuto da due levrieri dello stesso, controrampanti e affrontati su una campagna di verde Motto: Major prudentia fato citato in (Uva, Blasonario, lett. C, p. 1) |
|                        | Cagnolis Cagnola (la blasonatura non è stata ancora caricata) citato in (DAlena) |
|                        | Cagnolis de Cassano Marengo o Cagnolis de Cassano Magnago (la blasonatura non è stata ancora caricata) citato in (DAlena) |

### Cah
| Stemma | Casato e blasonatura |
| ------ | --- |
|        | Cahen (Parigi) partito: con un filetto d'argento; nel 1º di rosso alla torre d'argento merlata di 5 pezzi alla guelfa, e sormontata da una pianticella di alfa sradicata di oro; nel 2º d'azzurro al leone illeopardito, tenente un'arpa il tutto d'oro, con la bordura d'argento; caricata di 8 quadretti d'azzurro Motto: Deus mecum nihil timeo citato in (Spreti, Enciclopedia – Vol. II pag. 237) |

### Cai
| Stemma | Casato e blasonatura |
| ------ | --- |
|        | Caia (Anagni) banda di argento su azzurro - stella (6 raggi) di oro a destra - colomba rivolta in volo al naturale a sinistra su azzurro citato in (Leone marinato) |
|        | Caialli (Firenze) D'azzurro, a due scuri d'arme decussate d'argento, astate al naturale e guarnite di rosso, sormontate da un monte di tre cime d'oro, cimato da una stella a otto punte dello stesso citato in (ASFi, Raccolta Ceramelli Papiani) (DE) In Blau 2 gekreuzte naturfarben gestielte silberne Hellebarden und rotem Schaft, oben bewinkelt von 1 achtstrahligen goldenen Stern und 1 schwebenden goldenen Dreiberg pfahlweise citato in (KHI, Stemmi delle famiglie fiorentine) |
|        | Caiani (Branca Umbra) d'argento al castello al naturale merlato alla guelfa, trapassato da un cipresso di verde, sostenuto da un cane al naturale posto in punta dello scudo citato in (Spreti, Enciclopedia – Vol. II pag. 237) |
|        | Caiani (Firenze) Di..., a due chiavi decussate di..., legate di..., sormontate da un crescente montante di... citato in (ASFi, Raccolta Ceramelli Papiani) |
|        | Cailli (Volterra) D'argento, alla pianta di ginepro al naturale nodrita sul terreno dello stesso; con il capo d'azzurro, caricato di una stella a otto punte d'oro citato in (ASFi, Raccolta Ceramelli Papiani) arbusto spinoso fruttato di oro su terreno di verde su argento - stella (8 raggi) di oro su azzurro in capo citato in (Leone marinato) |
|        | Caimbasilicis (la blasonatura non è stata ancora caricata) citato in (DAlena) |
|        | Caimi (Milano) d'azzurro alla fascia d'argento Cimiero: il levriere d'argento, linguato di rosso, collarinato di rosso, nascente citato in (Spreti, Enciclopedia – Vol. II pag. 237 e pag. 392) |
|        | Caimi (Pontremoli) d'azzurro alla fascia d'argento Cimiero: un levriero uscente d'argento dalla fascia, lampassato di rosso, collarinato di azzurro citato in (Spreti, Enciclopedia – Vol. II pag. 238) |
|        | Caimi (Pontremoli, Firenze) D'azzurro, alla fascia d'argento alias Troncato di rosso e d'oro citato in (ASFi, Raccolta Ceramelli Papiani) |
|        | Caimis (la blasonatura non è stata ancora caricata) citato in (DAlena) |
|        | Caimo Dragoni (Udine) fascia di argento su azzurro citato in (Leone marinato) |
|        | Caini (Firenze) Di..., alla fascia di... caricata di tre stelle a otto punte di..., e accompagnata in capo da un crescente rovesciato di... a destra e da un sole di... a sinistra, e in punta da due spighe (o pannocchie) ricadenti in fuori di... citato in (ASFi, Raccolta Ceramelli Papiani) |
|        | Caiozzi (Firenze) D'azzurro, alla fascia di rosso attraversata da un crescente montante d'argento e accompagnata da due stelle a sei punte d'oro, 1.1 citato in (ASFi, Raccolta Ceramelli Papiani) |
|        | Cairaschi o Caira (Lantosca, Sospello) Titolo: consignori di Castelnuovo D'azzurro, alla fascia d'argento, accompagnata in capo da una stella d'oro, in punta da un melo al naturale, fruttato d'oro, nutrito nella pianura erbosa, di verde citato in (Bona, Blasonario) |
|        | Cajrati Crivelli Mesmer (Milano) d'azzurro a quattro stelle d'argento, ordinate in croce, alternate da quattro rose d'oro ordinate in decusse citato in (Spreti, Enciclopedia – Vol. II pag. 238) |
|        | Caire (Casale ?) Scaccato d'oro e d'azzurro, con il capo d'argento, carico di una stella (8), d'oro, cucita citato in (Bona, Blasonario) |
|        | Caire o Cayre o Caure (Barcelonette) Titolo: nobile di rosso, con una banda di nero bordata d'argento, caricata di un cane levriere d'argento, collarinato di oro ed un capo cucito di azzurro caricato di tre stelle d'oro citato in (Albanese, Araldica cuneese) alias uno scudo palato d'argento e di rosso di sei pezze citato in (Albanese, Araldica cuneese) |
| alias  | Cais e Cays (Torino) Titolo: Conte di Pierlas d'azzurro, al cuore di rosso, cucito, accompagnato, in capo, da una stella, in punta da una mezzaluna montante, il tutto d'oro citato in (Spreti, Enciclopedia – Vol. II pag. 238) e in (Bona, Blasonario) alias D'azzurro, al cuore di rosso, cucito, accompagnato in capo da una stella d'oro, e in punta da un crescente, montante, d'argento citato in (Bona, Blasonario) Motto: En adverse fortune bon coeur - "Deo et Duci" |
|        | Caiselli (Udine, Percotto) Titoli: Nobile, N.U.N.D., Patrizio veneto. Conte di Reana troncato: al 1º d'azzurro a 2 angeli di carnagione, vestiti d'oro, alati d'argento, genuflessi ed affrontati, sostenenti un giglio di giardino d'oro; al 2º di rosso, alla fascia d'argento citato in (Spreti, Enciclopedia – Vol. II pag. 238) |
|        | Caissotti o Caisotti (Cuneo, Torino) Titolo: conte di Ascros, Chiusano, Cinaglio, Perrero, Ponte d'Assio, Revest, Rigaud, Robbione, Todone; barone di Massoins; signore di Cinaglio, Pocapaglia, Torretta Revest; signore di Ventimiglia. Nome d'uso: Caissotti di Chiusano d'oro, all'aquila di nero, col volo abbassato, coronata del campo, linguata ed armata di rosso; caricata in cuore di uno scudetto, troncato d'argento e di rosso, al braccio armato, al naturale, tenente una mazza d'armi, d'argento, posta in sbarra citato in (Spreti, Enciclopedia – Vol. II pag. 239 e in Albanese, Araldica cuneese) alias Troncato d'argento e di rosso, al braccio armato al naturale, tenente una mazza d'armi d'argento posta in sbarra (arma antica) citato in (Bona, Blasonario) alias troncato d'argento e di rosso, al braccio armato, tenente una mazza in palo, il tutto al naturale; colla bordatura di rosso carica del segno dei cavalieri legionari (arma napoleonica) citato in (Albanese, Araldica cuneese) Cimiero: l'aquila del campo / un'aquila simile a quella dell'arme / aquila spiegata di nero, con nella zampa di destra una mazza marrone Sostegni: due uomini selvatici, tenenti colle mani appoggiate allo scudo un ramo di palma, e colle mani cadenti in fuori una clava abbassata Motto: Certatim certamina |
|        | Caissotti o Cassotti (Nizza) Titolo: marchesi di Verduno; conti di Santa Maria; signori di Santa Vittoria D'oro al braccio di carnagione movente da una nuvola, tenente una rosa gambuta e fogliata, il tutto al naturale, con il capo di rosso carico di tre stelle d'oro Motto: Sic sub coelo triumphat citato in (Bona, Blasonario) |
|        | Caissotti du Mas Titolo: signori di Aiglun, Le Mas; consignori di Dosfraires Troncato, al 1° d'azzurro, al leone d'oro, coronato di rosso, nascente dalla partizione, al 2° di rosso, alla scala d'argento Motto: Gradatim citato in (Bona, Blasonario) |
|        | Caissotti Gallean (Nizza) Titolo: conte di Todon, Soros, Torretta, Revest; signore di Robione d'argento, all'aquila di nero coronata dello stesso, caricata in cuore d'uno scudetto spaccato d'argento copra azzurro ad un braccio tenente una massa alto il tutto d'oro, movente dal fianco sinistro dello scudetto, e sorpassante sovra il tutto citato in (Albanese, Araldica cuneese) |
|        | Caivano (Tropea) D'azzurro alla banda d'oro citato in (Caputo, Blasonario delle piazze) |
|        | Caivano (Tropea) d'azzurro alla banda d'oro. Il capo dell'impero citato in (Caputo, Blasonario delle piazze) |

### Cala
| Stemma | Casato e blasonatura |
| ------ | --- |
|        | Cala o Calà (Corleone) Titolo: nobili; duca di Diano, Sala; marchese di Ramonte, Belmonte d'azzurro, al castello d'oro aperto e finestrato del campo, sostenuto da due leoni d'oro, controrampanti e affrontati, e sormontato da tre stelle dello stesso citato in (Spreti, Enciclopedia, Vol. 2, p. 240), in (La Rosa, I casati del Sud), in (Mango), in (Cavallo, Nobili napoletani) e in (Galante, Famiglie nobili di Sicilia) alias d'azzurro al castello al naturale aperto e finestrato, poggiato su tre collinette verdi, sostenuto da due leoni d'oro, controrampanti e affrontati, sormontato da due stelle dello stesso citato in (Cavallo, Nobili napoletani) |
|        | Calà Ulloa o Ulloa Calà o Lanzyna y Ulloa (Napoli) Titolo: Duca di Lauria, Rotondella e Favale scaccato d'argento e di rosso, gli scacchi rossi caricati di due fascette di nero citato in (La Rosa, I casati del Sud) |
|        | Calabrese (Napoli) Titolo: nobili, cavalieri, baroni D'azzurro al destrocherio armato (o di carnagione), impugnante una spada, accostata da due stelle d'oro (6) e sovrastante 3 gigli d'oro in fascia. citato in (Cavallo, Nobili napoletani) |
|        | Calabresi (Pistoia) D'oro, alla rosa di rosso accompagnata in punta da un crescente montante d'azzurro; il campo cappato a destra d'azzurro e a sinistra di rosso; con lo scaglione contropartito dei due smalti, passato sulla linea del cappato citato in (ASFi, Raccolta Ceramelli Papiani) |
|        | Calabrini Caldani (Roma) troncato: nel 1º di nero all'aquila al naturale coronata d'oro; nel 2º d'azzurro al leone illeopardito, con la fascia d'oro sulla partizione, caricata di 3 stelle d'argento citato in (Spreti, Enciclopedia – Vol. II pag. 240) |
|        | Calabrini Caldani (Roma) 3 stelle (5 raggi) di azzurro su fascia di oro su troncato di rosso e di azzurro - aquila al naturale coronata di oro su rosso - leone passante di oro su azzurro citato in (Leone marinato) |
|        | Calai o Mavarelli Druda (Gualdo Tadino) leone corrente al naturale verso il basso su sbarra di rosso su azzurro - vento soffiante di argento in alto a sinistra su azzurro - luna nascente da mare di argento su azzurro citato in (Leone marinato) |
|        | Calamai (Firenze) Troncato in scaglione: nel 1º di rosso, a due gigli d'oro, accompagnati in capo da una stella a otto punte dello stesso; nel 2º d'azzurro, al giglio d'argento citato in (ASFi, Raccolta Ceramelli Papiani) |
|        | Calamai (Livorno) Trinciato: nel 1º di rosso, al crescente rivolto in sbarra d'argento; nel 2º di cielo, al cane seduto sullo sfondo di un paesaggio alberato, il tutto al naturale; e alla banda d'oro passata sulla partizione citato in (ASFi, Raccolta Ceramelli Papiani) |
|        | Calamai (Prato) Partito di nero e di rosso, allo scaglione accompagnato in punta da una stella a sei punte, il tutto dell'uno nell'altro citato in (ASFi, Raccolta Ceramelli Papiani) |
|        | Calamandrei (Firenze) Troncato: nel 1º di rosso, a due penne d'oca decussate d'argento; nel 2º d'azzurro, alla testa di leone d'oro lampassata di rosso; con la fascia d'oro attraversante sulla partizione citato in (ASFi, Raccolta Ceramelli Papiani) alias (DE) Durch 1 goldenen Balken rot-blau geteilt: oben 2 gekreuzte silberne Federn, unten 1 rotgezungter abgerissener silberner Löwenkopf citato in (KHI, Stemmi delle famiglie fiorentine) |
|        | Calamarà (Messina) tagliato d'azzurro e di rosso, alla traversa d'argento, caricata da tre stelle d'oro, attraversante sul tutto; nel 1° un sole d'oro, figurato di rosso; nel 2° l'aquila spiegata di argento, membrata, imbeccata e coronata d'oro citato in (Mango) |
|        | Calamentoni (Bologna) inquartato in croce di Sant'Andrea di argento e di oro - l'argento caricato di un palo di rosso citato in (Leone marinato) |
|        | Calanchi (Bologna) sbarra di nero su troncato di oro e di rosso citato in (Leone marinato) |
|        | Calanco (Cesena) (la blasonatura non è stata ancora caricata) citato in (Blasone cesenate) |
|        | Calandra (Sicilia) Titolo: nobili d'azzurro, alla calandra al naturale citato in (Camaiani, Dizionario araldico – pag. 98, in DAlena e in La Rosa, I casati del Sud) d'argento, alla calandra posata del suo colore citato in (Mango) |
|        | Calandra (Sicilia) Titolo: barone di Roccolino d'argento, alla calandra posata del suo colore citato in (Spreti, Enciclopedia – Vol. II pag. 240) e in (Galante, Famiglie nobili di Sicilia) |
|        | Calandra (Busca, Saluzzo) Titolo: conti di S. Germano, S.ta Croce D'argento alla callandra sostenuta da un colle erboso, e tenente nel becco un ramo d'olivo, il tutto al naturale; con il capo d'azzurro carico di quattro stelle d'oro, ordinate in fascia citato in (Bona, Blasonario) |
|        | Calandra d'argento, all'uccello al naturale, tenente nel becco un ramo di verde; al capo d'azzurro, caricato di quattro stelle (6) d'argento, disposte in fascia citato in (Albanese, Araldica cuneese) |
|        | Calandri (Firenze) D'azzurro, alla fascia accompagnata in capo da due crescenti montanti e in punta da una stella a otto punte, il tutto d'oro citato in (ASFi, Raccolta Ceramelli Papiani) (DE) In Blau 1 goldener Balken, begleitet oben von 2 liegenden goldenen Halbmonden balkenweise, unten von 1 achtstrahligen goldenen Stern citato in (KHI, Stemmi delle famiglie fiorentine) alias D'azzurro, alla fascia accompagnata da tre crescenti montanti, 2.1, il tutto d'oro citato in (ASFi, Raccolta Ceramelli Papiani) |
|        | Calandrini (Sarzana) d'azzurro, alla croce di Sant'Andrea d'oro, accompagnata in capo da una calandra al naturale citato in (Camaiani, Dizionario araldico – pag. 98 e in DAlena) |
|        | Calandrini (Lucca) D'azzurro, alla croce di sant'Andrea d'oro, accompagnata in capo da un uccello (calandra) sorante di nero citato in (ASFi, Raccolta Ceramelli Papiani) |
|        | Calandrini (Pisa) Fasciato di sei pezzi di... e di...; con il capo di... caricato di un uccello (calandra) posato di... citato in (ASFi, Raccolta Ceramelli Papiani) |
|        | Calandrini (Sciacca) Titolo: barone di Lago, Misirendino d'azzurro, alla banda d'oro caricata di tre calandre di nero citato in (Camaiani, Dizionario araldico – pag. 98 e in DAlena) d'azzurro con una banda d'oro caricata da tre uccelli calandri passanti di nero. Corona di barone citato in (Galante, Famiglie nobili di Sicilia) |
|        | Calandrini o Calandrino (Corleone, Sciacca) d'azzurro, alla banda d'oro, caricata da tre calandre posate dal loro colore citato in (Mango) |
|        | Calandrini (Cesena) (la blasonatura non è stata ancora caricata) citato in (Blasone cesenate, c. 120, nr. 614) |
|        | Calani (Torino) albero di castagno fruttato di 3 ricci accollato da un serpente tutto al naturale su argento citato in (Leone marinato) |
|        | Calanis (Genova) d'azzurro, al ramo di castagno fogliato e con 3 cardi, piantato sulla pianura erbosa, con un serpe attorcigliato al ramo in atto di mordere il cardo di destra, il tutto al naturale citato in (Camaiani, Dizionario araldico – pag. 116 e in DAlena) |
|        | Calapai (Messina) di rosso, a due voli d'argento, uno spiegato, l'altro abbassato, riuniti nel cuore citato in (Mango) |
|        | Calaschi (Firenze) Di..., al cane rampante di..., sostenuto da un monte di sei cime di..., il tutto attraversante sulla fascia diminuita di... e accompagnato da due stelle a otto punte di... nei cantoni del capo e da due pesci di..., l'uno in banda e l'altro in sbarra, posti nei cantoni della punta citato in (ASFi, Raccolta Ceramelli Papiani) |
|        | Calascibetta (Palermo, Napoli, Siracusa) Titolo: nobili di Sicilia; signore di Montagna, Castrorosso, Capezze, Sabbeni, Limuni d'azzurro al leone d'oro, impugnante con la zampa anteriore destra una spada d'argento, alta in palo citato in (Spreti, Enciclopedia – Vol. II pag. 240, in La Rosa, I casati del Sud, in Mango e in Galante, Famiglie nobili di Sicilia) d'azzurro con un leone d'oro, tenente colla zampa destra una spada sguainata d'argento alta in palo. Corona di barone citato in (Galante, Famiglie nobili di Sicilia) |
|        | Calastro (Cuneo) Troncato, d'oro, all'aquila di nero, e d'azzurro, al leone d'oro citato in (Bona, Blasonario e in Albanese, Araldica cuneese) d'oro spaccato sopra azzurro, con un'aquila coronata nera nel primo; ed un leone d'oro nel secondo citato in (Albanese, Araldica cuneese) Cimiero: il leone del campo, nascente / un leone d'oro Motto: Evexit ad aethera |
|        | Calatayv (Sardegna) (di rosso, a tre ... d'argento) citato in (Boassa, Araldica) |

### Calb
| Stemma | Casato e blasonatura |
| ------ | --- |
|        | Calbetti (Cesena) (la blasonatura non è stata ancora caricata) citato in (Blasone cesenate)                                          |
|        | Calbi troncato d'azzurro e d'oro, al leone leopardito dello stesso nel primo citato in (Di Montauto, Manuale di araldica – pag. 136) |
|        | Calbi (Cesena) (la blasonatura non è stata ancora caricata) citato in (Blasone cesenate)                                             |
|        | Calbini o Albini Apolli (Capua, Venezia) (la blasonatura non è stata ancora caricata) citato in (BEU, Insegne Araldiche, id. 7034)   |
|        | Calbo o Calbo Crotta (Belluno) leone passante di oro su azzurro - oro pieno citato in (Leone marinato)                               |

### Calc
| Stemma | Casato e blasonatura |
| ------ | --- |
|        | Calcagni (Firenze) D'argento, alla croce di Tolosa di nero citato in (ASFi, Raccolta Ceramelli Papiani) |
|        | Calcagni o Calcagni Beccaio (Firenze) D'argento, al cane rampante d'azzurro, collarinato di... citato in (ASFi, Raccolta Ceramelli Papiani) (DE) In Silber 1 silbern behalsbandeter blauer Hund citato in (KHI, Stemmi delle famiglie fiorentine) |
|        | Calcagni (Velletri) Biscia citato in (DAlena) |
|        | Calcagni o Calcagno (Sicilia) di rosso, al leone d'argento, tenente con la destra una rosa dello stesso, gambata e fogliata di verde, e la banda d'azzurro, attraversante sul tutto citato in (Mango) Di rosso, con un leone d'argento, tenente colla destra zampa una rosa del medesimo gambuta e fogliata di verde, e la banda d'azzurro attraversante sul tutto citato in (Galante, Famiglie nobili di Sicilia) |
|        | Calcagnini di rosso, al leone leopardito d'oro, fermo e appoggiato con l'anteriore sinistro sopra una palla dello stesso citato in (Di Montauto, Manuale di araldica - pag. 100) |
|        | Calcagnini (Fusignano, Maranello, Formiggine) inquartato: nel 1º e 4º di rosso al leone illeopardito d'oro in atto di calcare con la zampa anteriore destra una palla dello stesso; nel 2º e 3º d'oro a tre palle di rosso disposte 2 e 1 citato in (Spreti, Enciclopedia – Vol. II pag. 241) |
|        | Calcagnini (Sicilia) inquartato, nel 1° e 4° di rosso, con due cani d'oro, passanti l'uno sull'altro; nel 2° e 3° d'oro con tre palle di nero situate 2 e 1 citato in (Galante, Famiglie nobili di Sicilia) |
|        | Calcagnini (Cesena) (la blasonatura non è stata ancora caricata) citato in (Blasone cesenate) |
|        | Calcagnini Estense (Fusignano, Maranello, Formiggine, Fano) inquartato: nel 1º e 4º di rosso al leone illeopardito d'oro in atto di calcare con la zampa anteriore destra una palla dello stesso; nel 2º e 3º d'oro a tre palle di rosso disposte 2 e 1 (Calcagnini). Sul tutto d'azzurro all'aquila d'argento col volo abbassato, membrata, rostrata e coronata d'oro (Este) Cimiero: un cigno al naturale avente al collo una catena con lucchetto Motto: Il est bien secret citato in (Spreti, Enciclopedia – Vol. II pag. 241)     |
|        | Calcagno e Carroccio Calcagno (Torino) Titolo: signori di Cavoretto; consignori di Santena Palato di vaio e di rosso, con il capo d'oro alias Inquartato, al 1° e 4° palato di vaio e di rosso, con il capo d'oro, al 2° e 3° d'oro, a due bande di rosso, con il capo d'oro, cucito, carico di un'aquila di nero Motto: Audentes iuvo citato in (Bona, Blasonario) |
|        | Calcagno (Torino) Titolo: consignori di S. Antonino Palato d'azzurro e di rosso, i tre pali d'azzurro caricati ciascuno di tre calcagni d'argento, con il capo d'oro Motto: Quasi semper moriturus citato in (Bona, Blasonario) |
|        | Calcagno (Murisengo) Titolo: consignori di Corteranzo, Murisengo Bandato di verde e d'argento, con il capo di rosso, carico di una gamba umana d'oro, con la bordura dentata d'argento Motto: Audentes iuvo citato in (Bona, Blasonario) |
|        | Calcagno (Orbassano) D'azzurro, al cavallo ritto, troncato d'argento e di rosso citato in (Bona, Blasonario) di azzurro, con un cavallo allegro e inalberato spaccato di argento e di rosso citato in (Albanese, Araldica cuneese) Motto: Quasi semper moriturus |
|        | Calcagno o Calcagni (Messina, Milazzo) Titolo: duca di Ossida, marchese di Melia, conte di Guido, barone della Tonnara di San Giorgio e di Patti, barone di Lorigi, Signore delle Saline di Platanella, Cianciana e Cantarella di rosso al leone d'argento, tenente una rosa con la destra dello stesso colore, fogliata di verde, con la banda d'azzurro attraversante sul tutto citato in (La Rosa, I casati del Sud) banda di azzurro su - leone rampante di argento rosa al naturale in destra su rosso citato in (Leone marinato) |
|        | Calcagno (Chioggia) (la blasonatura non è stata ancora caricata) citato in (Aldrighetti, Stemmi di cittadinanza) |
|        | Calcagno Olivazzi di Quattordio (Chieri) D'oro, al castello di rosso, merlato alla ghibellina, turrito di due, aperto e finestrato di nero, sormontato di un'aquila coronata, di nero Motto: Sicut novellae olivarum citato in (Bona, Blasonario) |
|        | Calcamuggi (Alessandria) Titolo: conti di Montalero; signori di Mandrogne; consignori di Monleale, Pozzolo Formigaro, Sezzè di rosso alla banda d'oro; col capo dell'impero citato in (Spreti, Enciclopedia – Vol. II pag. 242 e in Bona, Blasonario) |
|        | Calcassi (Pistoia) D'oro, allo scaglione di rosso accompagnato in capo da una palla d'argento caricata della croce di rosso (o forse scudetto rotondo del Popolo fiorentino), e in punta da un crescente rovesciato d'argento citato in (ASFi, Raccolta Ceramelli Papiani) |
|        | Calcaterra (Torino) Titolo: conti di Settimo Vittone D'azzurro, all'erpice d'oro, l'anello in punta, con il capo d'oro carico di un'aquila coronata, di nero Motto: Vertit et aequat citato in (Bona, Blasonario) |
|        | Calcaterra (Sicilia) Titolo: barone di Castrogiovanni di rosso, al monte d'oro, sostenente una gamba al naturale citato in (Mango) di rosso con una gamba d'argento col pie sopra un monte dello stesso citato in (Galante, Famiglie nobili di Sicilia) |
|        | Calcesani da Vico (Pisa) Partito: nel 1º d'oro, all'aquila dal volo abbassato di nero uscente dalla partizione; nel 2º di rosso, a tre fasce d'argento citato in (ASFi, Raccolta Ceramelli Papiani) |
|        | Calchi Novati (Milano) d'azzurro all'aquila d'oro citato in (Spreti, Enciclopedia – Vol. II pag. 243) |
|        | Calcho (la blasonatura non è stata ancora caricata) citato in (DAlena) |
|        | Calci (Cosenza) Di rosso a tre scaglioni d'argento citato in (DAlena e in Caputo, Blasonario delle piazze) |
|        | Calci (Sicilia) Titolo: barone del Castello d'azzurro con tre caprioli d'argento, il primo dei quali sostenente un merlo dello stesso citato in (Galante, Famiglie nobili di Sicilia) |
|        | Calciati (Piacenza) d'azzurro a un S. Giorgio a cavallo che uccide il drago, il tutto d'argento citato in (Spreti, Enciclopedia – Vol. II pag. 243) |
|        | Calcinaioli (Siena) D'oro, alla fascia d'azzurro caricata di un crescente montante posto in mezzo a due bisanti, il tutto del campo alias D'oro, alla fascia d'azzurro caricata di un crescente montante posto in mezzo a due palle, il tutto del campo citato in (ASFi, Raccolta Ceramelli Papiani) |

### Cald
| Stemma | Casato e blasonatura |
| ------ | --- |
|        | Caldarera (Piazza Armerina) Titolo: barone di Menta, Raulica, Camemi di Piazza; marchese di rosso, alla caldaia, manicata e sormontata da tre stelle ordinate in fascia nel capo, il tutto d'oro citato in (Mango) e in (Galante, Famiglie nobili di Sicilia) di rosso con una caldara a manichi d'oro, accompagnata in capo da tre stelle dello stesso allineate in fascia. Corona di marchese citato in( Galante, Famiglie nobili di Sicilia) pentolone manicato (caldaia) di oro su rosso - 3 stelle (5 raggi) di oro poste in fascia in alto su rosso citato in (Leone marinato) |
|        | Caldarola (la blasonatura non è stata ancora caricata) citato in (DAlena) |
|        | Caldarone (Sicilia) Titolo: barone di Baucina d'argento con due leoni affrontati, coronati di rosso che trattengono con le zampe anteriori una caldara dello stesso. Corona di barone citato in (Galante, Famiglie nobili di Sicilia) |
|        | Caldera (Mondovì) Titolo: conti di Monesiglio; consignori di Camerana, Mombarcaro, Prunetto Bandeggiato d'oro e di nero Motto: Vincit veritas citato in (Bona, Blasonario) |
|        | Caldera (Torino) D'azzurro, al leone d'oro, armato e linguato di rosso, carico di una banda d'argento orlata di rosso, il leone accompagnato in capo, a destra da un sole d'oro orizzontale, a sinistra da una mezzaluna rivoltata, d'argento Motto: Vincit veritas citato in (Bona, Blasonario) |
|        | Calderai (Pescia) Troncato: nel 1º d'oro, all'aquila dal volo spiegato di nero coronata del campo; nel 2º di rosso, a tre stelle a sei punte di..., 1.2; e alla fascia d'azzurro passata sulla partizione citato in (ASFi, Raccolta Ceramelli Papiani) |
|        | Calderari (Milano, Firenze) interzato in fascia: nel 1º d'oro all'aquila bicipite di nero, ciascuna testa coronata del campo; nel 2º di rosso al leone leopardito di oro; nel 3º d'argento alla caldaia di nero ripiena del campo Cimiero: un'aquila di nero, coronata d'oro, uscente citato in (Spreti, Enciclopedia – Vol. II pag. 243) |
|        | Calderari (Mondovì) Titolo: consignori di Grinzane Di rosso, a due bande d'oro citato in (Bona, Blasonario) |
|        | Calderari (Verona) 3 bandiere triangolari pendenti partite di nero e di argento poste un sull'altra in fascia su partito di argento e di nero citato in (Leone marinato) |
|        | Calderini (Bologna) Inquartato: nel 1° e 4° d'oro all'aquila spiegata di nero, coronata del campo; nel 2° e 3° d'azzurro, alla testa ramosa di cervo d'argento, sormontata da una rosa di rosso, col capo d'argento citato in (Dolfi, Cronologia – pag. 226 e in DAlena) |
|        | Calderini (Firenze) D'oro, allo scaglione di rosso, accompagnato da tre uccelli posati al naturale, 2.1 alias D'oro, allo scaglione di rosso, accompagnato da tre uccelli posati al naturale, 2.1; con il capo d'Angiò citato in (ASFi, Raccolta Ceramelli Papiani) |
|        | Calderini (Toscana) (DE) Unter 1 blauen Schildhaupt, darin 1 vierlätziger roter Turnierkragen, in Gold 1 erniedrigter roter Sparren, beidseitig oben besetzt mit 2 einwärtsgekehrten schreitenden schwarzen Vögeln und unten begleitet von 1 schreitenden schwarzen Vogel citato in (KHI, Stemmi delle famiglie fiorentine) |
|        | Calderone (Baucina, Messina) Titolo: baroni di Baucina d'argento al calderone di rosso, trattenuto da due leoni al naturale, controrampanti ed affrontanti citato in (La Rosa, I casati del Sud, in Mango e in Galante, Famiglie nobili di Sicilia) 2 leoni controrampanti al naturale su argento pentolone manicato (caldaia) di rosso tra la anteriori citato in (Leone marinato) alias d'azzurro a due caldaie d'oro poste in fascia, sormontate da tre stelle del medesimo, ordinate in fascia al capo citato in (La Rosa, I casati del Sud, in Mango e in Galante, Famiglie nobili di Sicilia) 2 pentoloni manicati (caldaie) di oro su azzurro - 3 stelle (5 raggi) di oro poste in fascia in alto su azzurro citato in (Leone marinato) |
|        | Calderoni o Calderone (Ovada) D'oro, alla caldaia di nero; col capo di Savoia (di rosso, alla croce d'argento) citato in (Ottonello, Gli stemmi di cittadinanza) |
|        | Caldesi (Firenze) D'azzurro, all'uccello al naturale volante sopra un rogo acceso dello stesso citato in (ASFi, Raccolta Ceramelli Papiani) |
|        | Caldiera (Caorle-Venezia) (Immagine in Armas de los cavalleros de Veneçia.) |
|        | Caldora (Napoli, Narni) Inquartato d'oro e d'azzurro citato in (DAlena) |
|        | Caldora o Chiardora o Caldore (Mondovì) Troncato cuneato di cinque pezzi, d'oro e d'azzurro citato in (Bona, Blasonario) |

### Cale
| Stemma | Casato e blasonatura |
| ------ | --- |
|        | Calefati (Pisa) Troncato: nel 1º di rosso, alla fascia d'oro; nel 2º d'azzurro, alla banda d'oro accompagnata da due rocchi di scacchiere dello stesso, 1.1; il tutto abbassato sotto il capo dell'Impero citato in (ASFi, Raccolta Ceramelli Papiani) |
|        | Calefati o Calefati di Pisa (Toscana) (DE) Unter 1 unterstützten Schildhaupt, darin 1 Adler, 1 Balken über 1 oben bordierten Schildfuß, darin 1 Schrägbalken beidseitig begleitet von je 1 Schachroch citato in (KHI, Stemmi delle famiglie fiorentine) |
|        | Calefati o Calefato o Calafato (Firenze) d'azzurro, al grifone d'argento coronato d'oro, alla fascia d'oro attraversante Motto: Ardeo nam credo citato in (Camaiani, Dizionario araldico – pag. 557), in (Spreti, Enciclopedia - Vol. II pag. 244) e in (DAlena) |
|        | Calefati o Calefato o Calafato (Pisa, Messina, Palermo) Titolo: barone di Canalotti d'azzurro al grifone d'argento coronato d'oro con la fascia d'oro attraversante citato in (DAlena, in La Rosa, I casati del Sud, in Mango e in Galante, Famiglie nobili di Sicilia) Motto: Ardeo nam credo |
|        | Caleffi (Carpi, Modena) di rosso, a tre bande e alla fascia il tutto di azzurro e cucito; la fascia sostenente il capo che è d'oro, caricato di vaso d'argento, cucito, contenente 3 rose al naturale ed accostato da due teste umane, pure al naturale, affrontate citato in (Spreti, Enciclopedia – Vol. II pag. 245)                                                                                                 |
|        | Caleffi (Firenze) D'argento, alla croce di sant'Andrea di nero; con la bordura di rosso citato in (ASFi, Raccolta Ceramelli Papiani) |
|        | Caleffi (Toscana) (DE) Innerhalb 1 roten Schildbords in Silber 1 rotes Schrägkreuz citato in (KHI, Stemmi delle famiglie fiorentine) |
|        | Caleffi Cappelletti o Caleffi Cappelletti di Pescia o Galeffi o Galeffi Cappelletti (Toscana) (DE) Gespalten: Vorne in Rot über 1 natürlichen blau-silbernen Schildfuß 1 erniedrigter grüner Wellenbalken, oben besetzt mit 1 gezinnten silbernen Turm, hinten in Blau 3 schwarze Hüte, 1:2 gestellt citato in (KHI, Stemmi delle famiglie fiorentine)                                                                  |
|        | Calegari (Val Brembana) D'azzurro, ad una suola di scarpa d'argento, accostata da due fiori dello stesso, stelati e fogliati di verde, moventi dalla punta; col capo d'argento a tre gigli d'oro ordinati in fascia. Oppure: Di rosso a due fasce d'argento, accompagnate da tre stelle di sei raggi dello stesso, poste una in capo, e le altre due fra le due fasce citato in (Boffelli e Begnis, Stemmi e Gonfaloni) |
|        | Calenchini (Cesena) (la blasonatura non è stata ancora caricata) citato in (Blasone cesenate) |
|        | Calenda (Napoli, Nocera) Titolo: baroni di Tafani di azzurro alla fascia sormontata da un crescente posto tra due stelle, il tutto d'argento citato in (Spreti, Enciclopedia – Vol. II pag. 245 e in La Rosa, I casati del Sud) |
|        | Calendi (Toscana) (DE) In Blau 1 goldener Balken, oben begleitet von 2 liegenden silbernen Halbmonden balkenweise citato in (KHI, Stemmi delle famiglie fiorentine) |
|        | Caleppio (Cologno al Serio, Roma) di rosso al leone d'oro citato in (Spreti, Enciclopedia – Vol. II pag. 245) |
|        | Caleppio (Cologno al Serio, Roma) d'oro alla fascia di nero citato in (Spreti, Enciclopedia – Vol. II pag. 245) fascia di nero su oro citato in (Leone marinato) |

### Calf
| Stemma | Casato e blasonatura |
| ------ | --- |
|        | Calfapietra (Calabria, Messina) partito: nel 1° d'azzurro, a tre stelle d'argento, ordinate in palo; nel 2° di rosso, alla torre d'oro, poggiata al fianco destro sopra scogli al naturale, moventi dalla punta, cimata di una crocetta a doppia traversa incrociata di nero, con la scala d'oro, caricata dal leone saliente dello stesso, appoggiata in banda alla torre citato in (Mango) |
|        | Calfucci Donati (Toscana) (DE) Unter 1 roten Schildhaupt ledig silber citato in (KHI, Stemmi delle famiglie fiorentine) |

### Cali
| Stemma | Casato e blasonatura |
| ------ | --- |
|        | Calì (Catania, Acireale) Titolo: baroni di Fabio di rosso, al cane passante di argento, collarinato d'oro citato in (Spreti, Enciclopedia – Vol. II pag. 245, in La Rosa, I casati del Sud, in Mango e in Galante, Famiglie nobili di Sicilia) |
|        | Calì (Catania, Acireale) Titolo: nobili di azzurro, alla gemella in banda, sostenente un leone illeopardito ed accostata in punta da 5 bisanti, ordinati in due bande, 3, 2, il tutto d'oro citato in (Spreti, Enciclopedia – Vol. II pag. 245 e in La Rosa, I casati del Sud) |
|        | Calici (Firenze) Di..., all'albero sradicato di... citato in (ASFi, Raccolta Ceramelli Papiani) |
|        | Calici (Firenze) D'azzurro, al calice d'oro fiorito di due fiori d'argento, stelati di verde, ricadenti in fuori citato in (ASFi, Raccolta Ceramelli Papiani) |
|        | Calici (Cesena) (la blasonatura non è stata ancora caricata) citato in (Blasone cesenate) |
|        | Calienda (Poggio Berni (Forlì)) d'argento all'albero piantato su un monte e sinistrato in punta da un sole tramontante, il tutto al naturale; con la fascia convessa di rosso attraversante citato in (Spreti, Enciclopedia – Vol. II pag. 246) |
|        | Califano (Napoletano) d'azzurro alla fascia di rosso, accompagnata in capo da tre stelle d'oro a sei punte, ordinate in fascia, ed in punta da due leoni d'oro affrontati e controrampanti ad un albero al naturale citato in (Casale et al., Stemmario vesuviano) |
|        | Caligaris (Mongrando) Bandato di rosso e d'argento, con il capo d'azzurro, carico di un leone illeopardito, coronato, d'oro alias Bandato di rosso e d'argento, con il capo d'azzurro, carico di un leone illeopardito, coronato, d'argento citato in (Bona, Blasonario) |
|        | Caligaris (Carmagnola) D'argento, a tre bande di rosso, con il capo d'azzurro, carico di un leone illeopardito, coronato, d'oro Motto: Laedentem laedo citato in (Bona, Blasonario) |
|        | Calini (Brescia) d'azzurro alla scala a piuoli al naturale, posta in sbarra, con la bandiera svolazzante d'argento, frangiata d'oro e astata al naturale, posta in palo e attraversante citato in (Spreti, Enciclopedia – Vol. II pag. 246) scala a pioli al naturale in sbarra attraversata da bandiera di argento frangiata di oro sostenuta da asta al naturale su azzurro citato in (Leone marinato) |
|        | Calini (Brescia) 3 fasce di rosso su oro citato in (Leone marinato) |
|        | Calini (Sicilia) d'azzurro con una scala d'oro di dieci gradini situata in banda, ed una daga dello stesso situata in palo broccante sul tutto citato in (Galante, Famiglie nobili di Sicilia) |
|        | Calini Duranti (Firenze) bandiera di argento con asta di oro attraversata da - scala a pioli in banda dello stesso su azzurro citato in (Leone marinato) |
|        | Calino (Sicilia) d'azzurro, alla scala di 10 gradini posta in banda, attraversata da una spada situata in palo, il tutto d'oro citato in (Mango) |
|        | Calino (Salò) troncato di rosso e di blu; nel 1º a tre stelle di nero a sei punte allineate; nel 2º a una pecora ì, in movimento, volta a sinistra citato in (Piovanelli, Stemmi e notizie) |
|        | Calippi (Toscana) (DE) In Rot 1 naturfarbener Laubbaum, überdeckt von 1 goldenen Balken, dieser belegt mit und unten balkenweise begleitet von je 2 senkrecht gestellten silbernen Speerspitzen citato in (KHI, Stemmi delle famiglie fiorentine) |
|        | Calisesi (Cesena) (la blasonatura non è stata ancora caricata) citato in (Blasone cesenate) |

### Call
| Stemma | Casato e blasonatura |
| ------ | --- |
|        | Callaro o Callari (Sicilia) Titolo: Nobili di Vizzini D'oro al castello d'azzurro citato in (Scorza, Enciclopedia araldica e in Mango) |
|        | Callegari (Asolo) D'azzurro al palo d'argento attraversato da una banda dello stesso citato in (DAlena) |
|        | Calleri (Torino) Titolo: Conte di Sala di rosso, al leone d'oro; colla banda d'azzurro, in divisa, attraversante Cimiero: tre calandre nascenti Motto: Et non parta sequor citato in (Spreti, Enciclopedia – Vol. II pag. 247 e in Bona, Blasonario) |
|        | Calleri o Caleri (Garesio) Di rosso, al leone d'oro, con la banda d'azzurro in divisa, attraversante Motto: Et non parta sequor citato in (Bona, Blasonario) |
|        | Calleri Gamondi (Bosco Marengo) D'oro, a tre bande di rosso, con il capo d'oro, cucito, carico di un'aquila di nero citato in (Bona, Blasonario) alias Partito, di Calleri e di Gamondi citato in (Bona, Blasonario) 3 bande di rosso su oro - capo d'Impero - 2 leoni controrampanti reggenti palla di oro cerchiata di argento cimata da aquila di nero coronata di oro su azzurro citato in (Leone marinato) |
|        | Callieri (Giaveno) D'argento, alla banda d'azzurro, con il capo d'oro, carico di un'aquila di nero, membrata di rosso Motto: Crescent dum crescit citato in (Bona, Blasonario) |
|        | Calligari (Cesena) (la blasonatura non è stata ancora caricata) citato in (Blasone cesenate) |
|        | Callocci (Siena) D'argento, a tre frecce cadenti di rosso poste in banda l'una sull'altra alias D'oro, a tre frecce cadenti di rosso poste in banda l'una sull'altra alias Di rosso, a tre frecce cadenti d'oro, poste in sbarra l'una sull'altra citato in (ASFi, Raccolta Ceramelli Papiani) |

### Calo
| Stemma | Casato e blasonatura |
| ------ | --- |
|        | Calò e Calò Carducci (Bari, Bitonto, Napoli, Taranto, Palermo, Trieste) Titolo: nobili, signori, baroni di Torricella, Avetrana, Ginosa, Manduria, Oyra, Sava (località pugliesi), San Filippo, Sant'Onofrio, Molara (località siciliane). D'azzurro all'albero al naturale, sradicato, sostenuto da un leone d'oro linguato di rosso, con la fascia di oro attraversante. Lo scudo accollato all'Aquila Imperiale Austriaca, alla Croce di Malta e alla Croce di S.Giacomo di Galizia (Calò-Carducci, ramo di Bitonto) alias D'azzurro al leone d'oro unghiato e lampassato di rosso, col capo d'oro a tre scacchi d'azzurro posti in fascia, caricati da una croce greca d'argento (ramo di Palermo) alias D'azzurro all'albero al naturale movente in punta, accollato nel busto una biscia al naturale (ramo di Taranto) alias All'elefante al naturale rivolto, passante su di una pianura d'azzurro e sormontato da un crescente d'argento, nel capo (ramo di Bari e Torricella) alias Nel primo partito un leone rampante su di un albero, e nel secondo tripartito longitudinalmente presentava un'ala a semivolo e nella fascia mediana tre gigli (ramo di Trieste) cimiero: una face Motto: Salus et gloria citato in (Spreti, Enciclopedia – Vol. II pag. 247, La Rosa, I casati del Sud e in Guelfi Camaiani, Dizionario araldico; Elenco Stemmi Famiglie Joniche, Enciclopedia Araldica Italiana, Elenco Ufficiale della Nobiltà Italiana, Elenco Storico della Nobiltà Italiana, Enciclopedia Storico Nobiliare Italiana, Nobiliario e Blasonario del Regno d'Italia, Armerista e Notiziario delle Famiglie Nobili, Notabili e Feudatarie di Terra d'Otranto, B. Candida Gonzaga Memorie delle Famiglie Nobili delle Province Meridionali d'Italia vol III pag. 38-39-40), Lumaga Teatro della Nobiltà dell'Europa, Ligresti Feudatari e Patrizi in Sicilia, L. Boglino Manoscritti della Biblioteca Comunale di Palermo, Allacci Drammaturgia, Almagiore Giunte al Summonte, Bacco Descrizione del Regno, Petroni Storia di Bari, Tafuri Della Nobiltà, sue Leggi ed Istituti, Vincenti Teatro degli Uomini Illustri che furono Protonotari del Regno di Napoli. |
|        | Calogerà (Venezia) d'azzurro, all'ancora d'argento, la stanga accollata da un ramo di cedro di verde fruttato d'oro, il tutto accompagnato in capo da una stella d'oro citato in (Camaiani, Dizionario araldico – pag. 120 e in DAlena) |
|        | Caloira o Caloria (Messina) (d'azzurro, alla torre a due palchi d'argento, merlata alla ghibellina, aperta e finestrata di nero, accompagnata da tre stelle (5) d'argento male ordinate, una in capo e due ai lati della torre) citato in (Mango) |
|        | Caloirà (Sicilia) d'azzurro con un castello d'oro sormontato da tre stelle dello stesso citato in (Galante, Famiglie nobili di Sicilia) |
|        | Calomia (Sicilia) d'azzurro, alla sbarra d'oro, caricata di tre stelle del campo citato in (Mango) |
|        | Calonegi o Calonisi (Venezia) palo di rosso su - inquartato di oro e di verde citato in (Leone marinato) |
|        | Calopreso (Napoletano) (la blasonatura non è stata ancora caricata) citato in (Cavallo, Nobili napoletani) |
|        | Caloprini (Venezia) (FR) Coupé d'azur plein, sur argent à deux pals de gueules, à la fasce de gueules, brochant sur le tout. (citato in Euraldic (archiviato dall'url originale il 21 giugno 2016).) |
|        | Calori di rosso allo scaglione accompagnato da tre stelle (6) il tutto d'oro citato in (Spreti, Enciclopedia – Vol. II pag. 247) |
|        | Calori o Callori (Canale) Titolo: conti di Montemagno, Vignale; signori di Andoglio; consignori di Cavagnolo, San Raffaele Inquartato, al 1º e 4º, d'oro all'aquila di nero; al 2º e 3º, di verde al grappolo d'uva di rosso, fogliato di due pezzi, al naturale alias Inquartato, al 1º, d'oro all'aquila di nero; al 2°, bandato d'oro e d'azzurro, al 3°, di verde al grappolo d'uva di rosso, fogliato di due pezzi, al naturale, al 4° di rosso, alla colonna d'argento, coronata d'oro, con la pianta di vite accollata, al naturale alias Inquartato, al 1º e 4º, d'oro all'aquila di nero; al 2º e 3º, d'argento al grappolo d'uva di rosso (?), (fogliato di due pezzi, al naturale?) alias D'argento, al grappolo d'uva di rosso, fogliato di verde, con il capo d'oro, carico di un'aquila di nero citato in (Bona, Blasonario) |
|        | Calori Cesis di rosso: inquartato da un filetto di nero: nel 1º e 4º allo scaglione accompagnato da tre stelle (6) il tutto d'oro (Calori); nel 2º e 3º a tre ramoscelli d'olivo nodriti sulla vetta di un monte (6) all'italiana, il tutto di verde (Cesis) Cimiero: un cigno d'argento Motto: In tenebris tamen absque tenebris citato in (Spreti, Enciclopedia – Vol. II pag. 247) |
|        | Calori Provana Balliani (Vignale) Titolo: Conte di Vignale inquartato: al 1º d'oro, all'aquila di nero; al 2º bandato d'oro e d'azzurro; al 3º di verde, al grappolo d'uva rossa, fogliata di due pezzi al naturale; al 4º di rosso, alla colonna d'argento, dal plinto e dal capitello di oro, coronato dello stesso, attorcigliata da un tralcio di vite, al naturale citato in (Spreti, Enciclopedia – Vol. II pag. 248) |
|        | Calori Stremiti (Modena) di rosso, allo scaglione accompagnato da 3 stelle (6), il tutto di oro Motto: In tenebris tamen absque tenebris citato in (Spreti, Enciclopedia – Vol. II pag. 247) |
|        | Calosi (Firenze) Trinciato scalinato d'azzurro e d'oro citato in (ASFi, Raccolta Ceramelli Papiani) (DE) Blau-gold mit rechten Stufen schräggeteilt citato in (KHI, Stemmi delle famiglie fiorentine) |

### Calt
| Stemma | Casato e blasonatura |
| ------ | --- |
|        | Caltagirone (Sicilia) Titolo: barone di S. Stefano, Sciacca di verde, alla torre d'oro, cimata da un braccio destro uscente e armato d'argento, impugnante in sbarra la spada dello stesso, guarnita d'oro citato in (Mango) di verde con un castello d'oro,ed un braccio armato impugnante una spada d'argento posta in banda, sporgente dalla sommità. Corona di barone citato in (Galante, Famiglie nobili di Sicilia) |

### Calu
| Stemma | Casato e blasonatura |
| ------ | --- |
|        | Caluri (Firenze) Di..., alla fascia di... caricata di tre stelle a otto punte di..., e accompagnata in capo da una crocetta ancorata di..., e in punta da una fiamma di... citato in (ASFi, Raccolta Ceramelli Papiani)                                |
|        | Calusio o Caluxio (Vigone, Cumiana) Titolo: signori di Caluso, Rocca di Corio; consignori di Fenile Troncato, al 1º d'oro all'aquila coronata, di nero, al 2º d'argento alla rosa fiorita, gambuta e fogliata al naturale citato in (Bona, Blasonario) |
|        | Calusio (Pinerolo) Titolo: consignori di Lovensito Di rosso a tre fasce d'azzurro, con il leone d'oro, coronato dello stesso, attraversante citato in (Bona, Blasonario)                                                                               |

### Calv
| Stemma | Casato e blasonatura |
| ------ | --- |
|        | Calvanese (Napoletano) d'azzurro alla fascia d'argento, accompagnata in capo da tre stelle d'oro male ordinate, e nella punta dello scudo da un monte a tre cime di verde citato in (Casale et al., Stemmario vesuviano) |
|        | Calvanesi (Firenze) Partito: nel 1º d'azzurro, al leone d'oro; nel 2º losangato dei due smalti citato in (ASFi, Raccolta Ceramelli Papiani) |
|        | Calvani (Cesena) (la blasonatura non è stata ancora caricata) citato in (Blasone cesenate) |
|        | Calvanico (Napoletano) (la blasonatura non è stata ancora caricata) citato in (Cavallo, Nobili napoletani) |
|        | Calvario o Clavario (Messina) d'azzurro, al monte d'oro, movente dalla punta, cimato da una croce dello stesso citato in (Mango) |
|        | Calvelli (Firenze) Di..., alla fascia di..., caricata di tre stelle a otto punte di..., e accompagnata in capo da un compasso aperto di..., sostenuto dalla fascia, e in punta da tre fiamme di..., 2.1 citato in (ASFi, Raccolta Ceramelli Papiani) |
|        | Calvello (o Calvelli o Caravello Palermo, Sciacca) Titolo: duca di Calvello, barone di Melia d'argento, al capriolo abbassato sotto una fascia, il tutto di nero alias troncato: d'argento e di nero, al capriolo d'argento citato in (La Rosa, I casati del Sud e in Mango) diviso, nel 1° d'argento; e nel 2° di nero con un capriolo d'argento. Corona di duca citato in (Galante, Famiglie nobili di Sicilia)                              |
|        | Calvetti (Firenze) Di..., alla fascia di..., accompagnata da due gigli bottonati di..., 1.1 citato in (ASFi, Raccolta Ceramelli Papiani) |
|        | Calvi (Torino) Titoli: Conte, Conte di Bergolo, nobili di rosso, alla fascia d'argento, accompagnata in capo da due teste calve, di carnagione, affrontate, in punta da tre gigli d'oro citato in (Spreti, Enciclopedia – Vol. II pag. 249 e in Bona, Blasonario) |
|        | Calvi (Milano) scaccato di argento e di nero citato in (Spreti, Enciclopedia – Vol. II pag. 249) |
|        | Calvi (Parma) Titolo: Nobile d'azzurro alla fascia d'oro accompagnata in capo da tre stelle d'oro poste in fascia; e in punta da una testa umana calva al naturale citato in (Spreti, Enciclopedia – Vol. II pag. 250) |
|        | Calvi (Parma, Reggio Emilia) Titolo: Conte troncato in capriolo d'argento, al 1º d'azzurro a tre stelle d'argento, male ordinate; al 2º di rosso ad una testa umana calva al naturale Motto: Praesidium et decus citato in (Spreti, Enciclopedia – Vol. II pag. 250) |
|        | Calvi o Calvo (Messina) Titolo: nobili scaccato di argento e di nero Cimiero: una testa calva di carbagione citato in (Spreti, Enciclopedia – Vol. II pag. 251, in La Rosa, I casati del Sud e in Mango) |
|        | Calvi (Asolo) Troncato alla fascia d'argento sulla partizione; nel primo d'azzurro; nel secondo di rosso. La fascia caricata di tre volti di uomo calvo al naturale citato in (DAlena) |
|        | Calvi (Padova) Spaccato semipartito: nel 1° incappato di nero sull'argento, al cervo sdraiato volto a sinistra al naturale, movente dalla partizione, sormontato da una corona all'antica d'argento, da cui si partono due palme dello stesso, fra le quali una stella pure d'argento; nel 2° d'argento alla testa di uomo calva e barbuta al naturale; nel 3° d'azzurro all'aquila bicipite di nero colla corona imperiale citato in (DAlena) |
|        | Calvi (Avigliana) Titolo: signori di Chianocco; consignori di Bussoleno, Mattie, S. Giorio, Villarbasse Scaccato di rosso e d'argento citato in (Bona, Blasonario e in Albanese, Araldica cuneese) Motto: Ad numina undique |
|        | Calvi (Vercelli?) D'argento, a quattro cotisse di rosso, con il capo d'argento, cucito, carico di una testa umana calva, di carnagione, posta in profilo verso destra citato in (Bona, Blasonario) |
|        | Calvi (Val Brembana) Spaccato nel 1° d'oro, all'aquila di nero; nel 2° di rosso al busto d'uomo calvo vestito di nero citato in (Boffelli e Begnis, Stemmi e Gonfaloni) |
|        | Calvi (Montefalco) (la blasonatura non è stata ancora caricata) citato in (Spellani, Raccolta di armi gentilizie) Calvi (Montefalco) (la blasonatura non è stata ancora caricata) citato in (Spellani, Raccolta di armi gentilizie) |
|        | Calvi (Bologna) testa di uomo calvo e barbuto in maestà di carnagione su azzurro - 3 bande di oro su rosso citato in (Leone marinato) |
|        | Calvi (Milano) 3 bande di oro su azzurro - testa di uomo calvo e barbuto di profilo al naturale su azzurro in capo citato in (Leone marinato) |
|        | Calvi o Bergamaschi (Modena, Ferrara) (la blasonatura non è stata ancora caricata) citato in (BEU, Insegne Araldiche, id. 762) |
|        | Calvi o Bergamaschi (Modena) (la blasonatura non è stata ancora caricata) citato in (BEU, Insegne Araldiche, id. 1630) |
|        | Calvino d'azzurro alla rotella di oro, raggiante, carica di un'aquila coronata di nero citato in (Spreti, Enciclopedia – Vol. III pag. 271) |
|        | Calvino (Tortona) D'azzurro, al grifone d'oro, sostenente con la zampa anteriore sinistra un libro aperto, d'argento alias D'azzurro al sole d'oro, raggiante, carico di un'aquila coronata, di nero citato in (Bona, Blasonario) |
|        | Calvino (Sicilia) di. . . . . al monte di 5 vette di. . . . . nascente da un mare di. . . . . movente dalla punta e caricato nella cima più alta da una pianta di gigli citato in (Mango) |
|        | Calvo o Calvi (Casale?) Sbarrato d'azzurro e d'argento, di quattro pezzi, con il capo d'oro, carico di un'aquila di nero, sostenuto d'argento, alla testa umana calva, di [...] citato in (Bona, Blasonario) |

### Calz
| Stemma | Casato e blasonatura |
| ------ | --- |
|        | Calza (Saluzzo) Titolo: consignori di Costigliole D'oro alla banda d'azzurro, carica di tre stelle d'argento citato in (Bona, Blasonario) |
|        | Calzamiglia (Oneglia, Torino) Titolo: conti di Villaguardia; consignori di Saluggia D'azzurro, alla torre d'argento fondata sopra uno scoglio d'oro, sostenuta a sinistra da un leone d'oro, controrampante, e sormontata da una colomba d'argento, tenente in becco un ramo d'olivo, d'oro citato in (Bona, Blasonario) torre di argento su scoglio di oro uscente dalla punta su azzurro - leone rampante appoggiato alla torre di oro su azzurro - colomba della pace di argento in volo in alto posta in sbarra su azzurro citato in (Leone marinato) Motto: Pax virtuti comes |
|        | Calze o Le Calze (Messiona) d'azzurro con un grembo d'argento citato in (Galante, Famiglie nobili di Sicilia) Notizie storiche in Famiglie nobili di Sicilia. |